# Gerhard Waschler

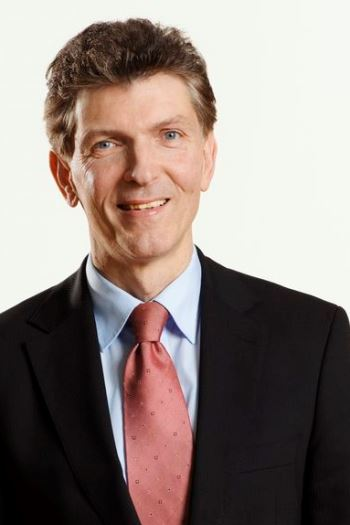
Gerhard Waschler

Gerhard Waschler (* 2. Juli 1957 in Passau) ist ein bayerischer Politiker (CSU) und war von 1998 bis 2008 sowie von 2013 bis 2023 Abgeordneter des Bayerischen Landtags.

## Ausbildung und Beruf
Waschler studierte nach dem Abitur im Jahr 1976 Sport, Katholische Religion und Deutsch und beendete das Studium 1980 mit dem Staatsexamen, woraufhin ein zweijähriges Referendariat folgte. Bis 1987 war er Studienrat am Adalbert-Stifter-Gymnasium (Passau), 1986 erfolgte die Promotion zum Dr. phil. an der Universität Regensburg, Thema der Promotion war „Mehrdimensionaler konditioneller Leistungstest für den Schulsport“. Zwischen 1987 und 1992 war Gerhard Waschler Mitarbeiter im Bayerischen Staatsministerium für Unterricht, Kultus, Wissenschaft und Kunst, anschließend trat er seine Tätigkeit als stellvertretender Schulleiter am Gymnasium Leopoldinum Passau an. 1995 erfolgte die Habilitation an der Universität Würzburg. Im Jahr 2002 wurde er außerplanmäßiger Professor an der Philosophischen Fakultät der Universität Passau. Nach seinem Ausscheiden aus dem Bayerischen Landtag 2008 kehrte er wieder in den Staatsdienst zurück. Von März 2009 bis zu seinem Wiedereinzug in den Bayerischen Landtag im September 2013 war er als Leitender Akademischer Direktor am Sportzentrum der Universität Passau tätig.
Gerhard Waschler ist verheiratet und hat ein Kind. Er ist römisch-katholischer Konfession.

## Politik
Waschler ist Mitglied der CSU und wurde im Jahr 1996 zum Vorstandsmitglied der CSU-Niederbayern und zum Kreisvorsitzenden der CSU-Passau-Stadt gewählt – für das Amt des Kreisvorsitzenden ist er im Frühjahr 2015 nicht mehr zu Wahl angetreten. Er ist Landesvorsitzender des CSU-Arbeitskreises Öffentlicher Dienst, Bezirksvorsitzender der Union der Vertriebenen Niederbayern und Bezirksvorsitzender des Arbeitskreises Hochschule.
Seit 1996 ist Waschler Stadtrat in Passau. Im Jahr 1998 ist er zum ersten Mal über die Zweitstimmenliste als Abgeordneter in den Bayerischen Landtag eingezogen (Wiederwahl 2003; bis 2008). In seinen beiden ersten Landtags-Perioden war er Mitglied in den Ausschüssen für Fragen des Öffentlichen Dienstes, Hochschule und Kultur, Haushalt sowie Bildung und Kultus – und wurde im Jahr 2005 zum Vorsitzenden des Ausschusses für Bildung, Jugend und Sport gewählt.
Bei den Landtagswahlen 2008 konnte er als Listenkandidat im Bezirk Niederbayern nicht wieder in den Landtag einziehen. Hingegen erreichte er bei der Landtagswahl in Bayern 2013 das Direktmandat für den Stimmkreis Passau-Ost mit 46,6 % der gültigen Erststimmen. In der Legislaturperiode bis 2018 fungierte Waschler als Vorsitzender des CSU-Arbeitskreises Bildung und Kultus und war zugleich stellvertretender Vorsitzender des Bildungsausschusses des Landtags. Er bekleidete zudem das Amt des bildungspolitischen Sprechers der CSU-Fraktion und ist Mitglied im Fraktionsvorstand der CSU-Landtagsfraktion.
Vor der Landtagswahl 2023 unterlag er bei der Aufstellung des CSU-Stimmkreiskandidaten seinem Mitbewerber Josef Heisl und schied mit Ablauf der 18. Wahlperiode im Oktober 2023 aus dem Bayerischen Landtag aus.

## Ehrenamtliches Engagement
Er war viele Jahre als Trainer, Abteilungsleiter und Vereinsvorsitzender des FC Passau tätig. Seit dem Jahr 1993 ist Waschler Vorsitzender des Bezirks Niederbayern im Bayerischen Leichtathletik-Verband, seit kurzem Vizepräsident des Bayerischen Leichtathletik-Verbands. Zudem ist er Mitglied im Stiftungsrat der Sudetendeutschen Stiftung.

## Ehrungen
Am 27. Juni 2018 erhielt Waschler den Bayerischen Verdienstorden. Bereits 2011 erhielt er den Ehrenring der Stadt Passau.